# Brandi Carlile
Brandi Carlile (* 1. června 1981, Ravensdal, Washington) je americká zpěvačka.
Většinu písní si píše sama. Žánr její hudby je rozdělen do více než tří kategorií, a to např. folk, pop/rock a alternative country. Do povědomí lidí vstoupila hlavně v roce 2005, kdy vydala CD s názvem Brandi Carlile. Nyní už má na kontě hity jako Turpentine, The story (kde prokazuje, jak velký rozsah hlasu má) a Tragedy (píseň k seriálu Chirurgové). Vystupuje s dvojčaty Timem a Philem Hanserothovými, hraje na kytaru a na klavír.

## Diskografie
- Brandi Carlile (2005)
- The Story (2007)
- Give Up the Ghost (2009)
- Bear Creek (2012)
- The Firewatcher's Daughter (2015)
- By the Way, I Forgive You (2018)

### Singole
- 2005 – Fall Apart Agains
- 2006 – What Can I Say
- 2007 – The Story
- 2007 – Turpentine
- 2009 – Dreams
- 2010 – That Year
- 2010 – Dying Day
- 2012 – That Wasn't Me
- 2012 – Keep Your Heart Young
- 2014 – The Eye
- 2014 – Wherever Is Your Heart
- 2017 – The Joke
- 2018 – Every Time I Hear That Song
- 2018 – Party of One

### Collaborations
- 2008: Already Home (featuring Ha*Ash)
- 2009: My repair (featuring The Noises 10)
- 2013: Making believe (featuring Willie Nelson)
- 2016: The Nevernding story (featuring Shooter Jennings)
- 2016: Angel from Montgomery (featuring Buddy Miller)
- 2017: Cleanup Hitter (featuring Shovels & Rope)
- 2017: Good With God (featuring Old 97's)
- 2018: Party of one (featuring Sam Smith)
- 2018: Travelin' Light (featuring Dierks Bentley)
- 2019: Common (featuring Maren Morris)
- 2019: Down to you (featuring Joni 75)